# Сицилийские походы Магона (393—392 до н. э.)
Походы Магона 393—392 годов до н. э. — последние попытки карфагенян под командованием Магона переломить ход Второй Карфагенской войны с сиракузским тираном Дионисием Старшим.

## Положение карфагенян
В результате тяжелого поражения, понесенного армией Гимилькона при осаде Сиракуз, и последовавшего за ним восстания африканских союзников Карфаген несколько лет не мог предпринять на Сицилии активных действий.
Через некоторое время карфагеняне объединили силы своих владений на острове и направили подкрепления из метрополии. В то время, когда Дионисий осаждал сикульский Тавромений, карфагенский командующий Магон пытался восстановить положение островных колоний. По-видимому, он не был членом семьи Магонидов, но являлся их политическим союзником, благодаря чему стал заместителем Гимилькона. Будучи навархом в кампанию 397 года до н. э., он одержал блестящую победу над греками в битве при Катане и явно не был запятнан позором, павшим на его начальника. Будучи хорошим дипломатом, он отошел от политики устрашения, проводившейся Магонидами, обращаясь с подчиненными городами и беженцами, что пострадали от Дионисия, более мягко, чем его предшественник.

## Поход на Мессану и Абакенская битва
Заключив союзные договоры со многими сикульскими городами, Магон в 393 году до н. э. собрал имевшиеся войска и, минуя захваченный сиракузянами Солунт, выступил против Мессаны, вероятно, решив использовать вражду между Сиракузами и Регием, располагавшим значительным флотом (сам Магон в то время либо вообще не имел морских сил, либо они были весьма невелики). Разорив сельскую округу Мессаны и захватив значительную добычу, он не успел заручиться содействием регийцев, так как на северо-востоке Сицилии появились войска Дионисия. Отступив на юго-восток, Магон разбил лагерь возле союзного сикульского города Абакена, расположенного в одноименной долине в нескольких километрах от новой сиракузской колонии Тиндариды, получившей большую часть прежних земель сикулов.
Части Магона могли отступить
на запад либо через побережье по территориям враждебных Тиндариды и
Кефалоэдия, либо через горы центральной Сицилии, где пришлось бы идти мимо союзныхх Дионисию Агирия и Энны. Оба пути были опасны и карфагенянин решил сражаться. Его армия, скорее всего, двинулась из Абакена, близ нынешнего Трипи, примерно на 15 км вглубь острова, в более ровную местность между горами и побережьем, что стало очередным просчетом. Там состоялось короткое и жестокое сражение, в котором карфагеняне были разбиты и бежали в город, потеряв свыше 800 человек. Дионисий не стал их осаждать и вернулся в Сиракузы, поскольку его главной задачей был поход на Регий, благодаря чему потрепанные части Магона смогли вернуться на запад.

## Поход 392 года до н. э.
Карфагеняне, имевшие всего несколько военных кораблей, тем не менее решили провести на Сицилии более масштабные операции, чему могла поспособствовать неудачная атака Регия Дионисием и формирование антисиракузской лиги городов италиотов. По словам Диодора Сицилийского, они переправили на остров армию числом не менее восьмидесяти тысяч, набранную на Сардинии, в Африке и Италии и вооружённую полностью за государственный счет. Приведенная численность вызывает большие сомнения (для греков было характерно считать карфагенские армии мириадами), и вряд ли действительные размеры армии Магона, даже с учетом союзных сикульских частей, заметно превышали силы Дионисия и его союзников, оцениваемые примерно в тридцать тысяч бойцов. Военных кораблей также было немного: предположительно, потери от эпидемии оказались довольно тяжелыми для моряков Карфагена и ливофиникийских городов и потому на этот раз карфагеняне рассчитывали на успех в полевом сражении.
Армия Магона двинулась через центральную Сицилию, к верхнему течению реки
Хрис, (ныне ручей Диттаино), протекавшей к западу от Агирия и на юге впадавшей в Симет ниже Катаны. Карфагеняне вступили на враждебную территорию, имея впереди Агирий, к югу Энну, Ассор между этими двумя пунктами и Кентурипу за Агирием. Вероятно, эти города не были дружественны Карфагену, хотя, когда Диодор пишет, что Магон отобрал у Дионисия ряд городов, то, вероятно, имеет в виду именно сикульские поселения. По словам сицилийского историка, Магон разбил лагерь под Агирием на берегу Хриса у дороги на Моргантину. Привлечь на свою сторону могущественного тирана Агирида карфагенянину не удалось, а от продолжения похода он был вынужден отказаться, узнав, что армия противника выступила из Сиракуз.
Рассказ Диодора о кампании того года не отличается ясностью. Предполагается, что либо он чрезмерно сокращал информацию своего источника или источников, либо позднейшие редакторы или переписчики слишком сократили его собственный текст, но очевидно, что до решительного сражения дело не дошло.
Дионисий двинулся навстречу Магону с двадцатитысячным войском сиракузян и наемников и договорился о совместных действиях с Агиридом, вторым по могуществу тираном Сицилии, которому пообещал в случае победы передать большую часть завоеванных территорий, соседствовавших с его владениями. Тиран Агирия с готовностью снабдил сиракузскую армию из собранных в городе значительных зерновых запасов и присоединился к грекам со своими войсками.
Углубившийся на неприятельскую территорию Магон испытывал проблемы со снабжением, а хорошо знавшие местность части Агирида успешно действовали на его коммуникациях. По словам Диодора, сиракузяне требовали у Дионисия атаковать финикийцев и тем решить исход войны, но тиран заявил им, что хочет победить варваров без боя. Тогда возмущенные сиракузяне покинули его и Дионисий спешно освободил рабов, которых позднее, после начала переговоров с противником, вернул владельцам.
Этот рассказ вызывает вопросы: непонятно, почему Магон не атаковал противника или не отступил после ухода сиракузян, ведь против него должны были остаться только сторонники тирана, отряд наёмников и армия Агирида; вряд ли Дионисий мог рассчитывать на бездействие карфагенян, пока освобожденные рабы будут вооружаться и обучаться. По одному предположению Дионисий отступил к Сиракузам с остатком армии, бросив Агирида на произвол судьбы, но Магон, слишком ослабленный нехваткой продовольствия, не смог продолжить кампанию и вернулся в колонии. Тем не менее, кажется странным, что он никак не воспользовался изменением обстановки и не предпринял наступления на Сиракузы, которое бы непременно воодушевило противников тирании. По другому мнению, сиракузские войска не вернулись домой, а лишь отступили на некоторое расстояние, возможно, до Агирия, чтобы показать тирану свою недовольство, а освобождение рабов было простым жестом или угрозой, от которой Дионисий отказался после достижения мира.
Если тиран опасался, что демарш гражданского ополчения приведет, как в 404 году до н. э., к демократическому выступлению, то эти страхи не оправдались, так как тиранический режим за прошедшие годы значительно усилился и в Сиракузах, вероятно, уже отсутствовала организованная демократическая оппозиция.

## Мирный договор
Мирный договор, подписанный, по-видимому, в том же году, по утверждению Диодора, в основном, повторял условия предыдущего соглашения, завершившего в 405 году до н. э. Первую Карфагенскую войну, за исключением того, что сикулы отходили под власть Дионисия, к которому также доставался и еще не завоеванный Тавромений, который сиракузский тиран взял штурмом после подписания соглашения, поселив в этом укреплении своих отборных наёмников.
Большинство новейших исследователей подвергают сомнению слова Диодора, который сам в рассказе о мирном договоре, подписанном после Третьей Карфагенской войны, пишет, что Дионисий был вынужден уступить финикийцам часть своих владений и отступить за реку Галик, а следовательно, договор 392 года до н. э. устанавливал границу значительно западнее Галика, предположительно, по реке Мазар. Также весь ход кампаний 395—392 годов до н. э. указывает на то, что не только сикульские, но и все греческие города Сицилии переходили под власть сиракузского тирана. Неясной остается лишь судьба захваченной Дионисием карфагенской колонии Солунта. Вероятно, в Карфагене были сильно разочарованы условиями мирного соглашения.